# Крестовоздвиженский собор (Санкт-Петербург)
Крестовоздви́женский каза́чий собо́р (до 1938 года — Крестовоздви́женская Ямска́я це́рковь; ранее — Церквовь св. Іоанна Предтечи в Ямской) — приходской православный храм в Санкт-Петербурге у пересечения Лиговского проспекта и Обводного канала, один из старейших приходов Санкт-Петербурга. Входит в состав Центрального благочиния Санкт-Петербургской епархии Русской православной церкви
Храм, построенный в 1748 году в стиле барокко, перестроен в середине XIX века в стиле необарокко. Главный престол освящён в честь праздника Воздвижения Креста Господня.

## История
В начале XVIII века на месте нынешнего Лиговского проспекта проходила старинная Новгородская дорога. Это был единственный тракт, соединявший строящийся Петербург со всей Россией. Вдоль тракта, образовав Ямскую слободу, селились ямщики с семьями. Первоначально у них не было своего храма. В 1710—1712 годах они построили при местном кладбище, существовавшем до 1756 года, деревянную часовню. Вероятнее всего, эта часовня сгорела при пожаре 1714 года.
По прошению ямщиков Василия Федотова, Петра Кусова с товарищами, по благословению архимандрита Феодосия, в 1718 году была построена церковь Рождества Иоанна Предтечи. Это было небольшое здание без колокольни. В 1723 году была построена деревянная ярусная колокольня. Колокола для храма были взяты из тех, которые привозились для переливания в пушки.
В 1730 году церковь сгорела, на её месте опять поставили деревянный храм. В 1740 году причт и прихожане сообщили, что «ныне от сущей ветхости кровлею весьма течет насквозь, и стенами ветха, и служение Святых Литургий совершается весьма с немалым опасением», просили разрешить им «напереди ея пред алтарем поставить вновь святую церковь каменную». Имя архитектора этой церкви неизвестно, наблюдал за строительством архитектор Иоганн Шумахер. Прихожане и причт пожелали вместо ветхой Иоаннопредтеченской построить каменную «во имя Воздвижения Честнаго и Животворящего Креста Господня, понеже с таковым наименованием святые церкви в Санкт-Петербурге не обретается», откуда церковь, а затем и собор получили название.
За этой церковью в 1764—1768 годах была построена церковь Тихвинской иконы Божией Матери в стиле барокко. Она была расширена в 1842—1844 годах перед перестройкой Крестовоздвиженской церкви.

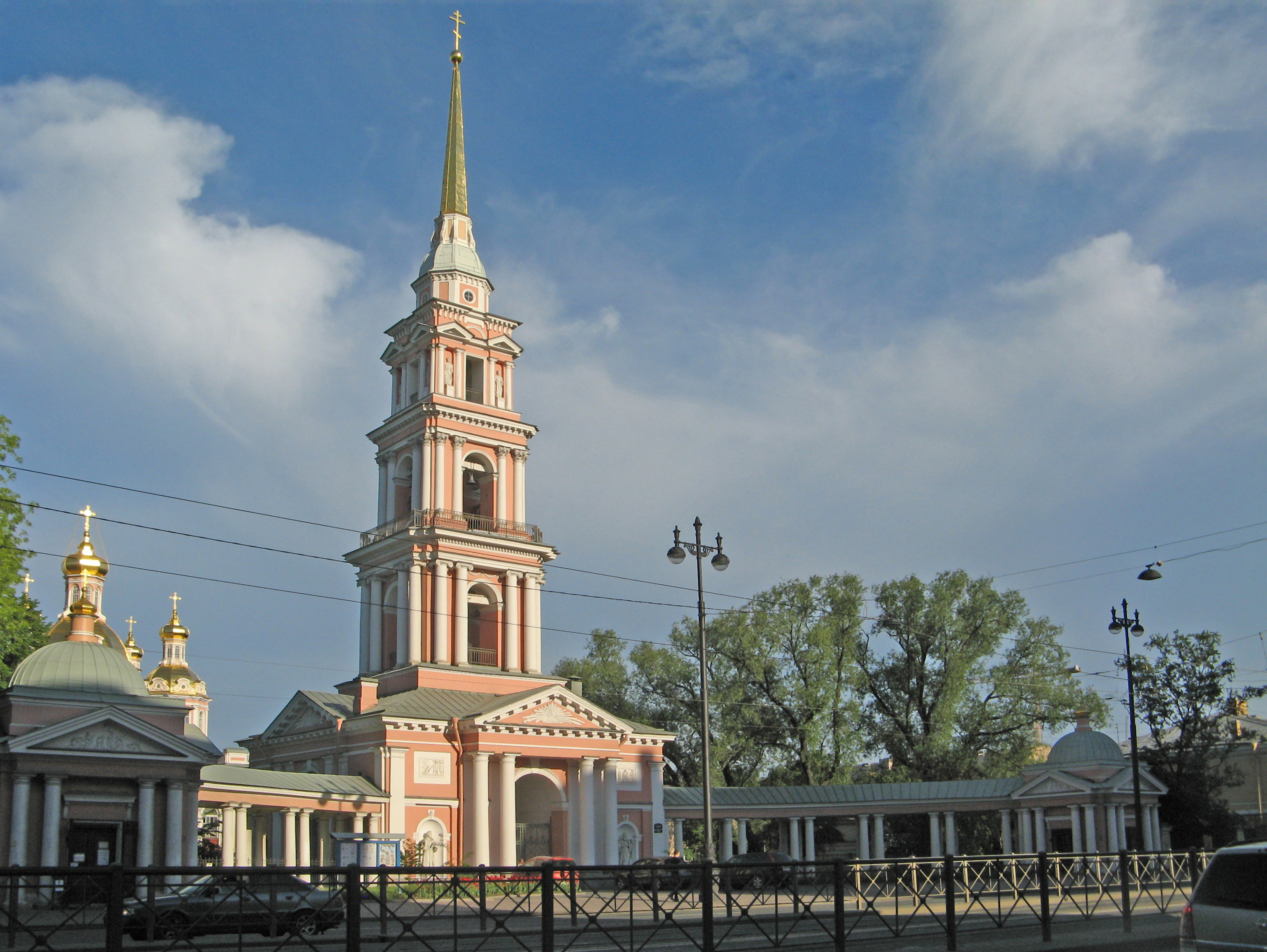
Вид колокольни 1802—1812 гг. со стороны Лиговского проспекта

В 1848—1852 годах Крестовоздвиженская церковь была перестроена архитектором Егором Диммертом. Образа написал иконописец Коротков, лепку исполнил Тимофей Дылёв. С 1856 по 1874 год настоятелем храма был протоиерей Иоанн Яхонтов, издатель журнала «Духовная беседа», красноречивый проповедник.
В 1880 году выполнена под плащаницу серебрённая гробница работы Сергея Верховцева.
В 1872 году старостой Крестовоздвиженского собора купцом И. И. Шигалёвым, стараниями того же отца Иоанна Яхонтова, под сводами колокольни была устроена церковь во имя Кирилла и Мефодия.
Более четверти века, с 1873 года и до своей смерти, должность церковного старосты собора занимал потомственный почётный гражданин, купец Александр Худобин.
В 1875 году при Санкт-Петербургской Крестовоздвиженской (Ямской Иоанно-Предтеченской) церкви было основано общество вспомоществования приходским бедным. Общество создало и опекало три благотворительных заведения. В богадельне общества проживало около 60 престарелых женщин в возрасте от 60 лет, в приютах для мальчиков и для девочек-сирот — по 16 детей в возрасте от 7 до 12 лет. Для их обучения была организована церковно-приходская школа.
Особенною чертою в деятельности общества являлось оказание помощи бедным выдачею денежных пособий «в широких размерах». В 1900 году открылась бесплатная столовая для бедных. В 1913 году было организовано «Иоанно-Предтеченское братство трезвости».
К началу XX века приход насчитывал 14 тысяч прихожан. Причт, возглавляемый митрофорным протоиереем Владимиром Гуляевым, кавалером ордена Святого Александра Невского, считался образцовым среди причтов столичных приходов.
В 1932 году Тихвинская церковь была закрыта и осквернена: переделана под школу, затем в ней разместились мастерские радиотехнического техникума. Крестовоздвиженская церковь была закрыта в 1938 году, в 1947 году переоборудована в реставрационные мастерские, фактически превратившие храм в завод.
В 1991 году митрополит Санкт-Петербургский и Ладожский Иоанн (Снычёв) благословил передачу Крестовоздвиженского собора казачьему приходу. Настоятелем был назначен священник Владимир Сергиенко.
Возрождены храмы Святых Кирилла и Мефодия, Тихвинской иконы Божией Матери, ведутся работы по реставрации центрального Крестовоздвиженского собора.
У алтарной стены Крестовоздвиженского собора в день рождения царя-страстотерпца Николая II 19 мая 2002 года был установлен бюст последнего русского императора, у подножия которого собраны капсулы с землями из всех казачьих войск.
26 мая 2013 года, в год 400-летия Дома Романовых, рядом был установлен памятник святому цесаревичу Алексию, атаману всех казачьих войск России.
Завершил композицию памятник святой царице мученице Александре Феодоровне, установленный 4 мая 2014 года. Все три памятника выполнены петербургским скульптором Сергеем Алиповым.